# Pobre niña rica (canción de Paulina Rubio)
Pobre Niña Rica es un sencillo Promocional del álbum Planeta Paulina lanzado en el año 1995 para dar a conocer el título del álbum próximo y también aparece en el álbum El tiempo es oro (álbum) como tema extra y como apertura de la telenovela Pobre Niña Rica donde participó en el elenco.

## Antecedentes y Desarrollo
Paulina Rubio fue invitada para la telenovela Pobre Niña Rica y pidieron que interprete el tema central de la telenovela luego de terminar la telenovela Paulina promociona El tiempo es oro y comienza a grabar su trabajo póstumo (Planeta Paulina) pone junto a Marco Flores la Versión Dos en la reedición del álbum El Tiempo es Oro como tema extra y el último sencillo promocional del disco. Un año después Paulina decide poner en su álbum Planeta Paulina y también como su último sencillo promocional.
- Datos: Q20962478